# Leah Moore
Leah Moore (4 de febrero de 1978) es una historietista inglesa, conocida por Albion y Wild Girl. Otros trabajos notables incluyen Tom Strong, The End Is Nigh, y Witchblade: "Shades of Gray", copublicada por Top Cow, entre otras obras.
Es hija del guionista de cómics, escritor y mago Alan Moore, y esposa del guionista John Reppion.

## Carrera
Moore y Reppion empezaron su carrera como guionistas de cómics en 2003 en la miniserie de seis números Wild Girl, publicada por Wildstorm. En 2006, firmaron un contrato para escribir doce cómics para Dynamite Entertainment, editorial para la que realizaron The Trial of Sherlock Holmes, The Complete Dracula, The Complete Alice in Wonderland y otros.
La pareja también trabajó en varios cómics para Dark Horse Comics: The Dark Horse Book of Monsters, el primer número de Th3rd World Studios' Space Doubles y Tori Amos' Comic Book Tattoo (con la dibujante Pia Guerra), entre otros.
Han realizado historias para Nevermore, una antología de cuentos inspirados por Edgar Allan Poe, para Self Made Hero, y adaptaron La Sombra sobre Innsmouth para la antología de HP Lovecraft también publicada por Self Made Hero. 
En 2011 publicaron una novela gráfica de 150 páginas disponible gratis en línea, con elementos animados, una banda sonora y sonidos de ambiente, llamada The Thrill Electric para Channel 4/Hat Trick Productions. Narra las vidas de jóvenes operadores de telégrafo que trabajan en la época victoriana (www.thethrillelectric.com).
Posteriormente, ambos han colaborado en 2000 AD y en el sello, creado por Alan Moore, Electricomics.